# 漢字基因
漢字基因是朱邦復提出的一套理論。漢字構造蘊含古人的概念認知，他認為可以整理歸納成概念分類和常識分類，以此深入探求漢字背後的精微意義；並且能應用於電腦系統，使電腦能夠有效地處理漢字。朱邦復等人並根據此理論創造出倉頡系統，由於技術特殊且功能強大，受到不少人關注；但由於朱邦復並非專業的文字學研究者，因此他的理論也受到一些人的質疑。

## 概述
朱邦復認為漢字有六大要素和功能：字形、字音、字義、字碼、字序、字辨，前三者為漢字本有，而後三者是在資訊時代為處理需要，必須發展、整理出來的要素。而對漢字進行分析，以得出基因的工作，即稱為「漢字基因工程」。
因子（要素）漢字的六個靜態屬性。
功能漢字的六個靜態屬性能發揮的動態效果。
基因即「基本因子」。六因子分析至不能再分割者，即為漢字在六種層次上的「基因」。
| 因子 | 功能                                       | 技術應用 |
| ---- | ------------------------------------------ | --- |
| 字碼 | 用於漢字的編碼                             | 使用倉頡檢字法可根據字形得出一個字的字碼 |
| 字序 | 用於漢字的檢索、排序                       | 以倉頡碼為內碼。由於倉頡碼具有固定序列，可用作排序                                                                                                 |
| 字形 | 即漢字的形體，可被人類視覺感受             | 字形產生器可根據倉頡碼產生字形 |
| 字辨 | 感受漢字的形體而得知其含義的抽象、動態過程 | 倉頡系統可根據掃描的文字點陣圖，搜尋其中的倉頡字根，轉換成相應的倉頡碼                                                                             |
| 字音 | 即漢字的讀音，人類可發出和感受者           | 倉頡系統可根據倉頡碼推斷大致讀音，但因古今音變劇烈，須做較多例外處理                                                                               |
| 字義 | 即漢字可供人認知的意義                     | 對漢字進行「概念分類」和定義，可供電腦的「理解系統」根據倉頡碼（內碼）理解字義，再加以組合，即可令電腦理解人類的自然語言與思想，甚至可和人類溝通。 |

碼序形辨的分析方法，即是早期朱邦復開發倉頡輸入法的過程。而關於字義的分析方法，朱邦復認為，透過人類感官，對事物作「絕對分類」（二分法），求出最小的概念象徵因子，即是字義基因；由於漢字是中文的最小組成因子，因此字義基因也是「中文概念基因」。

## 字易
《字易》是朱邦復根據漢字基因理論，和網友合作寫出的開放文學著作。他認為漢字由於合乎人類的思維原理，因此非常易學，其中也談及他認為的漢字的「正確學習方法」。
朱邦復認為，漢字的創造和其字義的由來，主要係「約定俗成」，即「視訊之圖形基因供約定，而由使用者是否易於接受為俗成」。由於人類的感官類似，因此對同樣的視覺圖像能產生類似的感受，此即「約定」。數千年以降，讀書人若能輕易接受、沿用，即為「俗成」。歷史上短暫出現的「死字」，皆係無法「俗成」而放棄者。
他分析了幾個巨大的漢字字集，認為其中約六、七千個常用漢字都是由這樣的「約定俗成」產生。這些字都有類似的組成邏輯，其中絕大多數可拆分為字首和字身，根據字首（常識分類）和字身（細部定義），就可以聯想推理出漢字所表達的「主觀思想概念」。而拆分到最後不能再拆的字形，即為最小的概念單位，也就是「漢字基因」中的「字義」因子。
據此，漢字學習極易，只要學習者掌握了正確的方法，對常識加以聯想，就可以「觸類旁通」而無須「強迫記憶」。而所謂「正確」，即符合「約定俗成之規律」，並且能正確解釋古今用法的字義。
要正確地學習漢字，應先習會獨體字（含字首及字身），次學組合字。此兩者總共約七百餘字，卻可組合常用之六、七千字。也就是說，只要熟識了七百個字形，即可掌握常用漢字八成的認知。
但同時他也發現，六萬字的字集中，仍有約九成的漢字無法用漢字基因理論解釋，這些字大部份是名稱用字，是「純粹的形聲字」，這種字的創造與理解無干，只能視為一個符號，自然也無法用漢字基因理論解釋；其他如「古用字」、「異體字」、「錯訛字」亦同。學習這類「符號」的唯一方法是死記硬背，就像大部分無法拆解的英文單字一樣。

### 字義解釋
這本書除理論以外，並以常見的字身為綱，用統一的方式解釋許多類似字的字義，例如：
```
　　生　　　指事，會意－甲骨文
　　　　　　草木長出，活著，起始，不熟。人稱。

　　　　與〔日〕組合為〔星〕
　　　　　　日所生者，萬物之精也，在夜空為發光的天體。
　　　　與〔金〕組合為〔鉎〕
　　　　　　金所生，鐵衣，鏽也。
　　　　與〔水〕組合為〔泩〕
　　　　　　水生，水漲也。
　　　　與〔竹〕組合為〔笙〕
　　　　　　竹生，管可生音的吹奏樂器。
　　　　與〔心〕組合為〔性〕
　　　　　　人所認知之起始，事物之本質。
　　　　與〔女〕組合為〔姓〕
　　　　　　古代從母稱姓，從男稱氏，家族的代表也。
　　　　與〔貝〕組合為〔貹〕
　　　　　　財生，財富也。
　　　　與〔生〕組合為〔甡〕
　　　　　　生之再生，眾多狀。
　　　　與〔牛〕組合為〔牲〕
　　　　　　牛之生，家中生養的動物。
　　　　與〔更〕組合為〔甦〕
　　　　　　再生，死而復活。
　　　　與〔文厂〕組合為〔產〕
　　　　　　因文明而生、有價值之物品﹔製造，出生。

```

朱邦復認為很多當今所謂的形聲字，其「聲部」亦代表了一定的概念，因此實際上是「形意字」（形聲兼會意字），並據此解釋字義，與北宋王聖美右文說主張相同。

## 漢字基因字典
《漢字基因字典》是朱邦復按漢字基因理論編纂的一部字典，特點是以漢字的字首字身解釋字義，去除後來的「錯訛字義」，達到「正本溯源」的目的。
他認為，漢字是世界獨有的概念文字，其中蘊涵的微言大義，是古人思維的結晶，數千年來行文乃至思考的根本，因此古文能夠言簡意賅，含意深遠。但由於白話文運動鼓吹以「詞」取代「字」，現在的辭典僅解釋詞義而不談及該詞義的由來；而現代的字典則多以詞為基準，將漢字分成一條一條解釋，違反漢字本質，令漢字看似費解且難以學習。漢字「本義」被人忘卻，現代人中文水平低落，正因不能辨明字義所致。為了揭示字義，消除現今辭典的弊病，故此編寫這部字典。
這部字典僅取漢字的「本義」，參照《康熙字典》和《形音義綜合大字典》，並根據漢字基因理論，把組合字分為字首、字身解釋，字首為常識分類，字身為細部定義。從字首字身的「體用」關係聯想來說明字義。再按「體用因果」組合為詞，均以漢字的本義解釋。如此每個字、詞不再是一條一條獨立的解釋，而是由一個簡短的概念延伸、演化而來，有源有本。
這樣的編寫方式是因每個漢字都表示一概念，詞則是把概念加以組合聯想而來。以字首字身解釋漢字本義，能加深了解其中的概念，闡明漢字的微言大義。也說明只需明瞭字首字身和組合規律，就能掌握漢字理解的要訣，證明漢字的合理易學，是簡化字和其他文字所比不上的。
漢字排序採用第五代倉頡碼，是漢字基因中的「字序」因子。
這部字典由朱邦復獨力編寫，尚未出版。他把初稿放在其網站作參考用，收六千多字。

### 字例
```
<闌>
連
＠【連】 (倉)卜交方交 ㄌㄧㄢˊ Lianˊ
字首〔辵〕：(用)乍行乍止，行為。
字身〔車〕：(體)有輪子的交通工具。
會意，形聲－金文
(體)道上之車，一輛接著一輛，陸軍的編制。
(用)相互接續。
組合字：鏈槤漣褳慩嗹蓮轋璉鰱蹥翴縺僆摙謰
(體)：連長：一連之長，軍隊編制。
(用)：連日：日子相接。
　　　連鎖：鎖相接。
　　　連枝：枝相接。
　　　連營：營相接。
　　　連城：城相接。
　　　連載：接續登載。
　　　連襟：接續衣襟，指姐妹之夫。
　　　連袂：接續衣袂，同行。
　　　連理：接續之理，指夫婦相愛。
　　　連環：環相接。
　　　連任：任相接。
　　　連合：接合。
　　　連坐：接坐，指有罪同坐。
　　　連忙：忙接忙。
　　　連手：手接手。
　　　連綴：接綴。
　　　連結：接結。
　　　連綿：接如棉。
　　　連線：相互接線。
　　　連絡：相互聯絡。
　　　連姻：相互聯姻。
　　　連署：接續署。
```

### 對漢字基因字典的批評
由於朱邦復不是專業的語文研究者，有人認為他提出的「漢字基因」理論只是「拆字」，不是「釋字」。其中有些內容符合漢字學的原理，但有更多不符合漢語的發展和規律。因此運用朱邦復的「漢字基因字典」必須十分謹慎，閱讀常帶批判角度，用以啟發思考不妨，但是不能作為教學和研究的基礎。
其中，「漢字基因字典」的一大特色是把大多數的漢字視作表意字，即象形、指事或會意，特別是把很多簡單形聲字都看成會意。有人認為，這樣「把漢字看成與詞彙無關的直接表達概念的符號」，是完全錯誤的漢字觀念，是一種附會和嚮壁虛構。

## 倉頡碼的應用
儘管倉頡碼並不見得受到漢字研究學者的全面接受，但是在實務上卻足以作為漢字字形辨識的基礎。將漢字拆解為字首與字身，或者進一步將字身細分為次字首和次字身。可以將漢字分解為基本的成分，作為計算機軟體分析漢字的相似度的基礎，並且建立有用的漢字學習軟件的基礎。

## 倉頡系統
倉頡系統是朱邦復先生及沈紅蓮女士根據「漢字基因」理論設計的電腦系統，目的是解決汉字在數位化、資訊化上的一切困難，如缺字、編碼、儲存、排序、輸入。
將其進一步發展，倉頡系統還可做到漢字理解（理解系統），以及將文字轉為動畫（圖文系統）等功能。

## 參看
- 字首
- 倉頡系統

## 外部連結
- 朱邦復工作室（繁體中文）
  - 漢字基因工程 （页面存档备份，存于）（繁體中文）
  - 漢字基因字典 （页面存档备份，存于）（繁體中文）
    - 2017漢字基因字典 （页面存档备份，存于）（繁體中文）：由文化傳信(廈門)有限公司整理發佈。
- 字易（繁體中文）：朱邦復據漢字基因理論提出的漢字學習法。
- 漢文庫典（繁體中文）：朱邦復據倉頡系統設計的線上漢典，內含漢字基因字典。
- 中文近形字之計算（繁體中文）

介紹及評論文章：
- 朱邦復先生的「漢字基因工程」 （页面存档备份，存于）（繁體中文）
- 我要讓中文容易到只學3個月就夠了（繁體中文）
- 朱邦复倡导汉字基因工程（繁體中文）